# Beatrice di Tenda

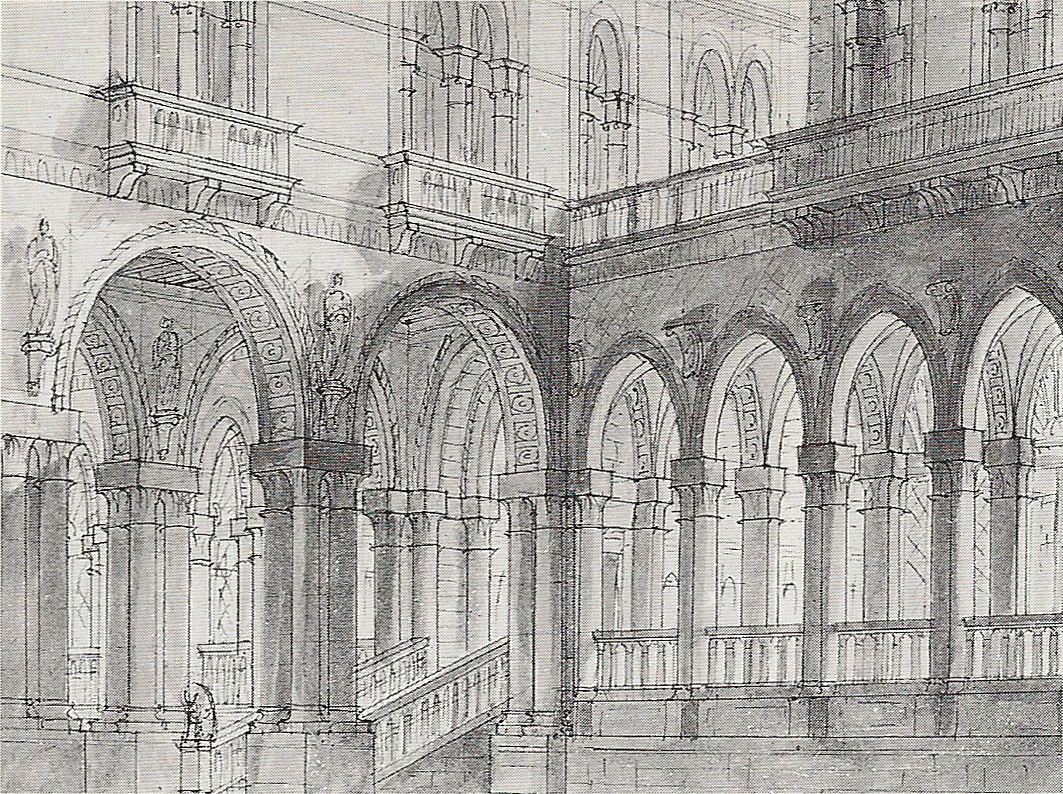
Francesco Bagnara: Entwurf zum Bühnenbild für Akt 1, Szene 1

Beatrice di Tenda (in Deutsch früher auch Das Kastell von Ursino) ist die vorletzte Oper (Originalbezeichnung: „tragedia lirica“) von Vincenzo Bellini. Das Libretto stammt von Felice Romani. Die Oper wurde am 16. März 1833 im Teatro La Fenice in Venedig mit der berühmten Sopranistin Giuditta Pasta in der Titelrolle uraufgeführt.

## Historischer Hintergrund
Die Oper verarbeitet das tragische Schicksal der Beatrice Lascaris di Ventimiglia (um 1372–1418), die von 1395 bis 1398 in erster Ehe mit dem Condottiere Facino Cane de Casale verheiratet war. Sie wurde in zweiter Ehe 1412 die Gemahlin des damals zwanzigjährigen Herzogs von Mailand, Filippo Maria Visconti, der sie 1418 unter dem Vorwurf des Ehebruchs mit einem Michele Orombelli auf der Burg Binasco hinrichten ließ. Historisch belegt ist auch der Name Agnese de Maino, über die jedoch nur bekannt ist, dass sie eine Mätresse Viscontis war.

## Ort und Zeit
Die Oper spielt zu Beginn des 15. Jahrhunderts auf der Burg Binasco im Umland von Mailand. Die Handlung der Oper erstreckt sich über zwei bis drei Tage.

## Handlung

### Erster Akt
Innenhof von Schloss Binasco
Höflinge treffen auf Herzog Filippo Maria Visconti, der keinen Hehl daraus macht, dass er seine Frau Beatrice hasst. Er hat es satt, ihr in ihren Ländereien die Herrschaft überlassen zu müssen. Die Höflinge bestärken Visconti, sich über Beatrice zu erheben. Von weitem hört man Agnese ein sehnsüchtiges Lied singen („Ah! non pensar“). Visconti schmilzt dahin und gesteht, in Agnese verliebt zu sein.
Gemächer der Agnese
Auch Orombello hat Agneses Gesang gehört und betritt neugierig ihre Gemächer. Als er vor Agnese steht, will er sich diskret zurückziehen. Die junge Frau hält ihn jedoch zurück, und es folgt eine Unterhaltung, die auf beiden Seiten von fatalen Missverständnissen geprägt ist. Agnese, die in Orombello verliebt ist, glaubt, dass ihre Gefühle erwidert werden, ergeht sich in Anspielungen und erwähnt seinen „regierenden Rivalen“. Daraufhin hält Orombello Agnese für eine vertrauenswürdige Mitwisserin und gibt zu, dass er heimlich Beatrice liebt. Die zurückgewiesene Agnese fühlt sich gedemütigt und schwört Rache.
Boskett im herzoglichen Garten

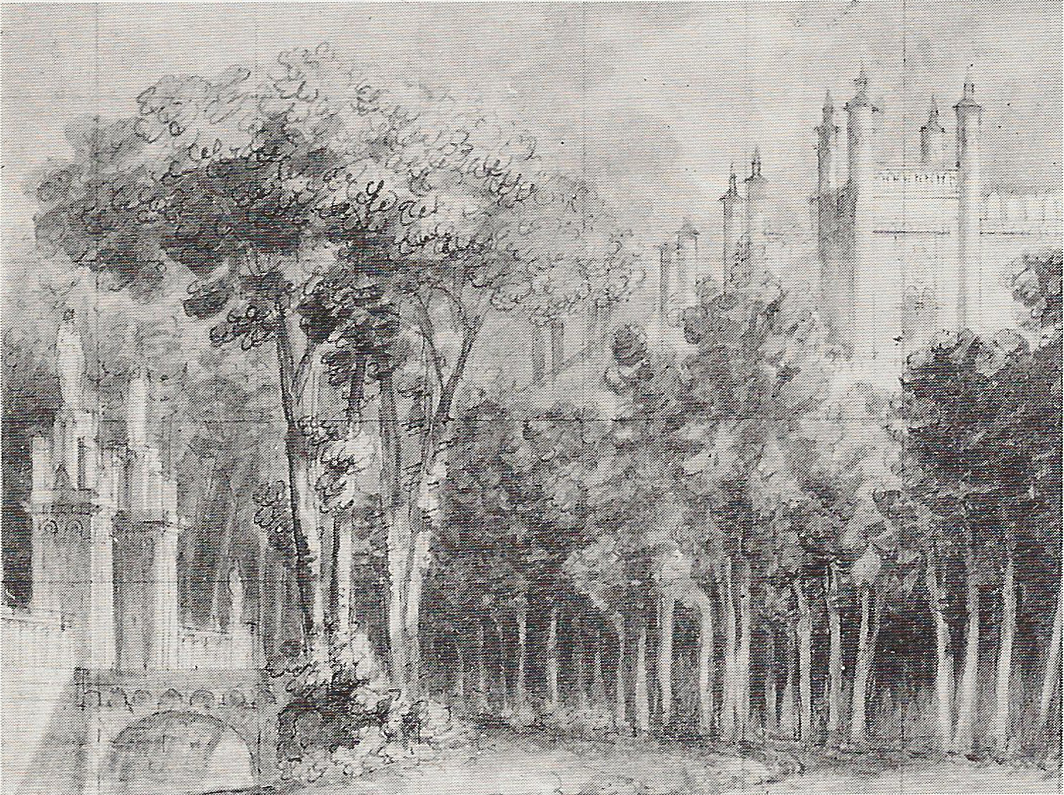
Francesco Bagnara: Entwurf zum Bühnenbild für Akt 1, Szene 3

Beatrice ergeht sich mit ihren Damen im Schlossgarten. Sie beklagt ihr eigenes Unglück in ihrer Ehe und das ihrer Untertanen, die von Visconti ausgebeutet werden („Ma la sola, ohimé, son io ... Ah! la pena in lor piombò“). Dieser kommt mit seinem Berater Rizzardo in den Garten und bezichtigt sie der Untreue und des Versuchs der Rebellion. Als Beweis führt er aus Beatrices Geheimschatulle entwendete Briefe Orombellos und Unterlagen über aufständische Untertanen an. Beatrice ist empört und weist jede Anklage von sich.
Ein abgelegener Raum des Schlosses
Neben einer Statue ihres verstorbenen Mannes Facino Cane hält Beatrice mit diesem innere Zwiesprache; sie fühlt sich von allen im Stich gelassen („Il mio dolore ... Deh!, se mi amasti“). Da tritt Orombello auf und bittet sie, ihm grünes Licht für eine Revolte zu geben und mit ihm vor Visconti zu fliehen. Beatrice ist befremdet und weist ihn darauf hin, dass man ihr Vertrauensverhältnis zu ihm bereits missverstehe und für Liebe halte. Daraufhin gesteht Orombello  ihr seine tiefen Gefühle. Beatrice fällt aus allen Wolken und fordert ihn auf zu gehen. Plötzlich tauchen Visconti, Agnese und die Höflinge auf und überraschen Orombello, wie er zu Beatrices Füßen kniet. Visconti nimmt dies als endgültigen Beweis für Beatrices Untreue und lässt die beiden, die ihre Unschuld beteuern, in Ketten abführen.

### Zweiter Akt
Galerie im Schloss Binasco
Am Hof erzählt man sich, dass Orombello und Beatrice sich unter der Folter schuldig bekannt hätten. Beatrice wird dem Tribunal vorgeführt und von Filippo der Anzettelung zu Aufruhr und „obszönen“ Ehebruchs angeklagt. Sie bewahrt edle Haltung und wirft Orobello Undank und infames Verhalten vor. Dieser wird vorgeführt und widerruft sein Geständnis. Beatrice verzeiht ihm auf der Stelle und ruft den Himmel an; die Anwesenden sind bewegt (Quintett mit Chor: „Al tuo fallo ammenda festi generosa“). Dennoch beschließt das Tribunal, die beiden zurück in den Kerker zu bringen und zur „Wahrheitsfindung“ nun auch Beatrice foltern zu lassen.
In einer Unterredung unter vier Augen bittet die mittlerweile von Schuldgefühlen geplagte Agnese Filippo um Gnade für die beiden zu Unrecht Beschuldigten. Filippo lehnt kategorisch ab und bietet Agnese stattdessen die Krone, also die Ehe, an. Als er wieder allein ist, kommen ihm jedoch Zweifel, das Todesurteil zu unterzeichnen, zumal Beatrice auch unter Folter nicht gestanden hat. Da wird ihm die Nachricht überbracht, dass das Schloss kurz vor der Belagerung durch die früheren Truppen Facino Canes steht, die Beatrice befreien wollen. Kurzerhand unterschreibt er das Todesurteil.
Ebenerdiger Vorraum zu den Verliesen des Schlosses
Die von der peinlichen Befragung gezeichnete und erschöpfte Beatrice verlässt das Gefängnis voller Stolz, dass sie der Folter widerstehen konnte („Nulla io dissi“). Als sie Filippo und „seinen Komplizen“ verflucht, tritt die entsetzte Agnese vor und gesteht, dass sie die Intrige aus Eifersucht eingefädelt und auch die Briefe aus Beatrices Geheimschatulle gestohlen habe. Aus dem Kerker hört man Orombello ein Gebet singen, und Beatrice vergibt Agnese (Terzett: „Angiol di pace“). Rizzardo und die Hellebardiere treten zu den Klängen eines Trauermarsches ein, um Beatrice zur Hinrichtung zu führen. Diese verabschiedet sich und bittet, nicht für sie zu beten, sondern für diejenigen, die sie zurücklässt („Il mio dolore ... Ah!, se un’urna è a me concessa“).

## Instrumentation
Die Orchesterbesetzung der Oper enthält die folgenden Instrumente:
- Holzbläser: Piccoloflöte, zwei Flöten, zwei Oboen, zwei Klarinetten, zwei Fagotte
- Blechbläser: vier Hörner, zwei Trompeten, drei Posaunen
- Pauken, Schlagzeug: Große Trommel, Becken
- Harfe
- Streicher
- Bühnenmusik: nicht differenziert

## Gestaltung und Besonderheiten

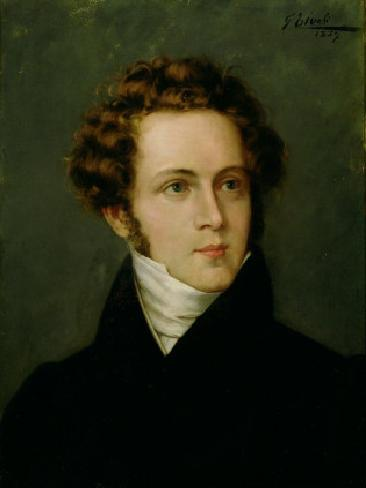
Vincenzo Bellini

Beatrice di Tenda ist eine typische Belcanto-Oper der frühen 1830er Jahre, mit einer starken Betonung der Singstimmen, Melodien von ausdrucksvoller Schönheit und einer anspruchsvollen weiblichen Hauptrolle, die besonders musikalisch eindeutig im Vordergrund steht.
Die Oper wurde nach dem 19. Jahrhundert teilweise mit relativ harten Urteilen bedacht, die einerseits sicher auf die Probleme während der Entstehung und den Misserfolg bei der Uraufführung zurückzuführen sind, für die es jedoch eine ganze Reihe von außermusikalischen Gründen gibt und keineswegs eine irgendwie unbefriedigende Qualität der Musik (siehe unten: Entstehung). Andererseits musste sich die Oper mit den benachbarten „Schwesterwerken“ aus Bellinis Feder vergleichen lassen – Norma, La sonnambula (beide 1831) und I puritani (1835) –, die alle als Meisterwerke gelten und zu den populärsten Opern des 19. Jahrhunderts überhaupt zählten. Im Vergleich mit diesen drei Opern und im Gesamtschaffen Bellinis wirkt Beatrice di Tenda sicher etwas weniger signifikant, ist aber von hoher musikalischer Qualität und bühnenwirksam.
Die Grundkonstellation der Handlung kann mit Donizettis Anna Bolena (1830) verglichen werden, deren Titelrolle ebenfalls für die Primadonna Giuditta Pasta komponiert wurde. Beide Opern basieren auf tatsächlichen historischen Gegebenheiten, und in beiden Fällen wird eine adlige Frau (Sopran) unschuldig von ihrem tyrannischen Ehemann (Bass bzw. Bariton) – einem typischen Theater-Schurken – angeklagt und zum Tode verurteilt, wobei es in beiden Fällen eine Nebenbuhlerin und einen liebenden Tenor gibt. Die Unterschiede liegen darin, dass Beatrice völlig tadellos ist, im Gegensatz zu Anna Bolena, die tatsächlich in den Tenor (Percy) verliebt war und ist. Bei Bellini ist außerdem der Konflikt zwischen der seconda donna Agnese und dem Tenor Orombello entscheidend, wobei Agnese und ihrer Rachsucht – konträr zu der passiveren Giovanna Seymour bei Donizetti – eine treibende Kraft in der Tragödie zufällt.
Abgesehen von der Stimmdisposition der vier Hauptrollen und einer allgemeinen formalen Ähnlichkeit im zweiten Akt (Gerichtsverhandlung und Aria finale) enden damit die musikalischen Gemeinsamkeiten zwischen Bellinis Beatrice und Donizettis Anna Bolena.
Die Musik von Beatrice di Tenda gehört teilweise zum Besten, was Bellini komponiert hat, das gilt besonders für alle Nummern der Titelrolle, die melodisch von teilweise unglaublicher Perfektion und Schönheit sind, angefangen von der Auftrittsarie „Ma la sola, ohimé, son io“ bis zur Aria finale „Ah!, se un’urna è a me concessa“. Dabei fällt auf, dass Beatrices edler Charakter musikalisch vor allem lyrisch und elegisch gezeichnet wird, im Gegensatz zu Norma mit deren teilweise heftigen Gefühlsausbrüchen. Die Rolle der Beatrice ist dadurch rein praktisch etwas einfacher zu besetzen. Letzteres gilt in noch stärkerem Maße für den Part des Orombello, der nicht die hohe Lage und Agilität der für Bellinis Lieblingstenor Rubini komponierten Partien aufweist.
Doch auch die anderen Figuren sind sorgfältig gezeichnet und mit dankbarer Musik bedacht, wie beispielsweise die hinter der Bühne erklingende wunderbare, von der Harfe begleitete Romanze der Agnese („Ah! non pensar“) mitten in der Introduzione, die gekonnt zu Filippos Cavatina („O divina Agnese!“) überleitet. Dabei ist darauf hinzuweisen, dass die Partie der Agnese eigentlich für Sopran komponiert ist, aber seit dem 20. Jahrhundert, wie in mehreren anderen Fällen (z. B. Adalgisa in Norma und Giovanna Seymour in Anna Bolena), meist mit Mezzosopran besetzt wird, wodurch die Stimme höher geführt wird als im Belcanto üblich und meistens ein anderer, angestrengterer Eindruck entsteht.
Bellinis großes Talent im treffenden Ausdruck von Gefühlen und Worten bezeugt unter anderem das packende Duett von Agnese und Orombello in Akt I,2, wobei die Melodie der Rache-Cabaletta („Nulla è dunque“) später etwas variiert im Finale I vom Orchester wieder aufgenommen wird, als Agnese zusammen mit Filippo auftaucht, um Beatrice und Orombello als schuldig zu überführen.

Ähnlich werden im kurzen Preludio zwei Melodien der Oper potpourriartig vorweggenommen: Die einleitende lebhafte Melodie verwendet Bellini wieder in der Gerichtsszene in Akt II, vor und nach dem Quintett Al tuo fallo; und das zweite, sehnsüchtig-melancholische Thema des Preludio entspricht Beatrices „Deh! se mi amasti“ in ihrem „Zwiegespräch“ mit ihrem verstorbenen Mann Facino Cane (kurz vor dem Duett mit Orombello und dem Finale I). Durch solche motivischen Klammern erzeugt der Komponist einen größeren musikalischen Zusammenhang, wie später in noch stärkerem Maße in seiner letzten Oper I puritani; letztlich nimmt er damit bis zu einem gewissen Grad auch Wagners Leitmotivik vorweg.
Zu den Höhepunkten gehören außerdem die Ensembles, an denen Beatrice beteiligt ist, wie die Quintette im Finale I („Ah! tal onta io meritai“) und in der Gerichtsszene in Akt II („Al tuo fallo ammenda festi“) und ganz besonders das poetische Terzett Angiol di pace im Finale II, deren Melodie zuerst von der Stimme des Orombello hinter der Bühne angestimmt und dann von den beiden Frauen übernommen wird.
Der Orchestersatz erinnert an einzelnen Stellen bereits an I puritani, auch die Harmonik ist streckenweise für die Entstehungszeit fortschrittlich und modern. Der Chor hat dankbare Aufgaben und ist – wenn auch nicht so stark wie in La sonnambula – am Geschehen beteiligt, wobei als besonders gelungen der mehrteilige Einleitungschor zum zweiten Akt („Lassa! E puo il ciel permettere“) gelten kann, der als Zwiegespräch der Hofdamen mit den Männern des Hofes gestaltet ist. Hier und da erinnern einige Chor- und Ensemblepassagen bereits an Verdi.

## Werkgeschichte

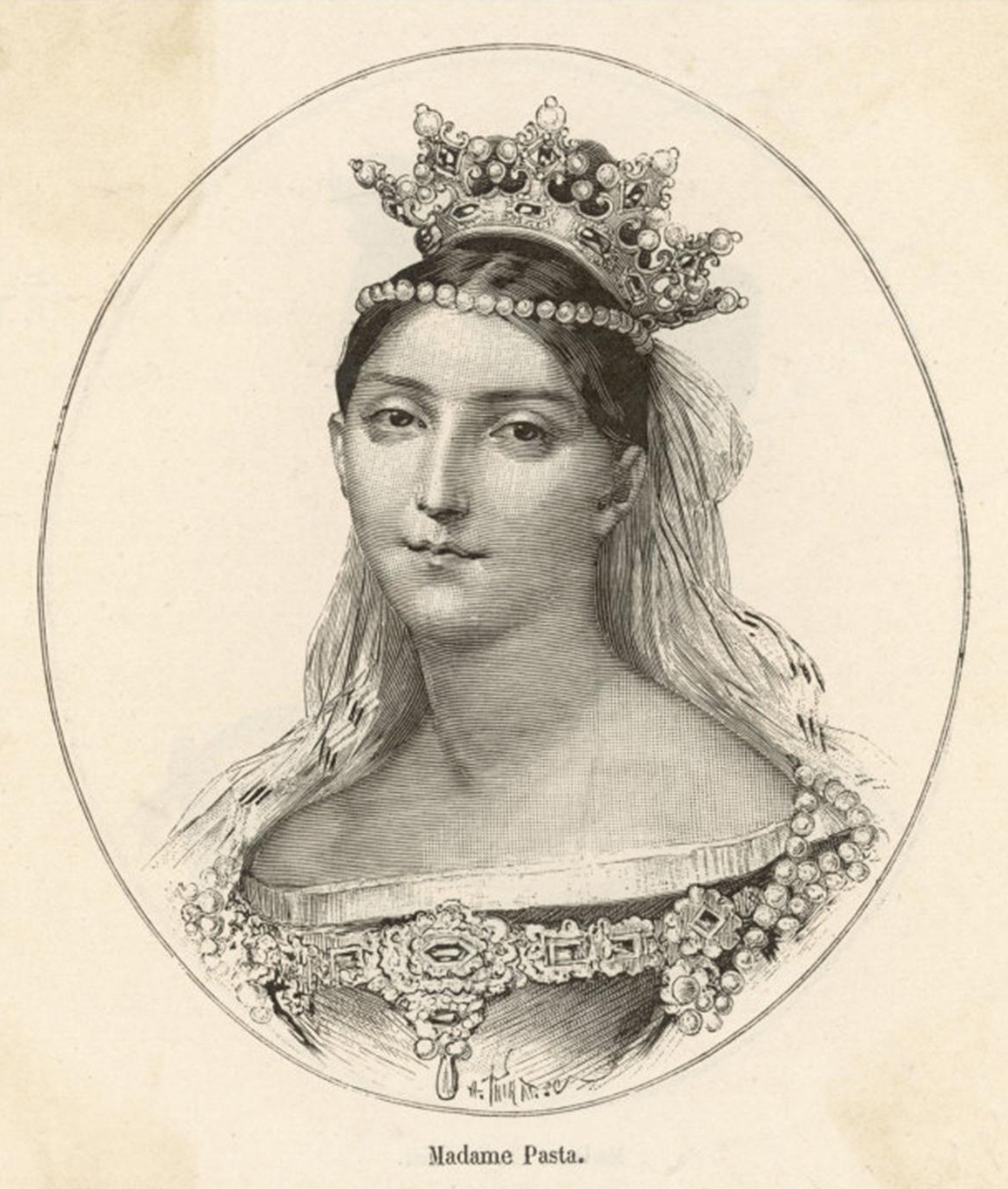
Giuditta Pasta, die erste Interpretin der Beatrice

### Entstehung
Nach einem Aufenthalt in seinem heimatlichen Sizilien bei seiner Familie unterzeichnete Bellini im Mai 1832 den Vertrag mit dem Impresario Alessandro Lanari für eine neue Oper, die in der kommenden Karnevalssaison in Venedig aufgeführt werden sollte. Für die weibliche Hauptrolle war von vornherein Giuditta Pasta vorgesehen, die in den beiden Vorgängeropern La sonnambula und Norma immensen Erfolg gehabt hatte, deren Karriere sich allerdings aufgrund stimmlicher Schwächen langsam dem Ende näherte.
Felice Romani hatte bereits mit einem Libretto über Königin Christine von Schweden begonnen, als Bellini es sich anders überlegte und ihn etwa am 3. November 1832 „unter Schwierigkeiten“ zu Beatrice di Tenda als Sujet überredete. Die Entscheidung ging wahrscheinlich auf Giuditta Pasta zurück, die in Mailand ein gleichnamiges Ballett von Antonio Monticini gesehen hatte, das wiederum auf Shelleys The Cenci zurückging.
Doch nach einer jahrelangen erfolgreichen Zusammenarbeit mit insgesamt acht gemeinsamen Opern führte die Arbeit an Beatrice di Tenda zum Zerwürfnis zwischen Bellini und Romani, welch letzterer zu viele Aufträge angenommen hatte (unter anderem auch für Donizettis Parisina) und die Texte viel zu spät lieferte: Am 12. Januar waren erst zwei Nummern fertig (das Duett von Agnese und Orombello und die Cavatina von Beatrice). Die Situation wurde durch die Einmischung Lanaris noch verschärft, der sogar die Polizei einschaltete. Für Bellini, der sich mit der Komposition normalerweise gerne viel Zeit ließ, muss dies beinahe eine Katastrophe gewesen sein. Ein geplantes Duett für die beiden Frauen konnte er nicht fertigstellen, es wurde weggelassen; für das Finale griff er in der Eile auf etwas Material aus Bianca e Fernando (1826) zurück. Die Premiere musste zweimal verschoben werden, zuerst vom 20. Februar auf den 6. März, dann nochmal auf den 16. März, kurz vor Ende der Spielzeit.
Zu allem Überfluss bezeichnete der verbitterte Romani im Vorwort zum Libretto die Oper als „Fragment“ und veröffentlichte zwei „giftige“ Briefe in Zeitungen in Venedig und Mailand.

### Uraufführung

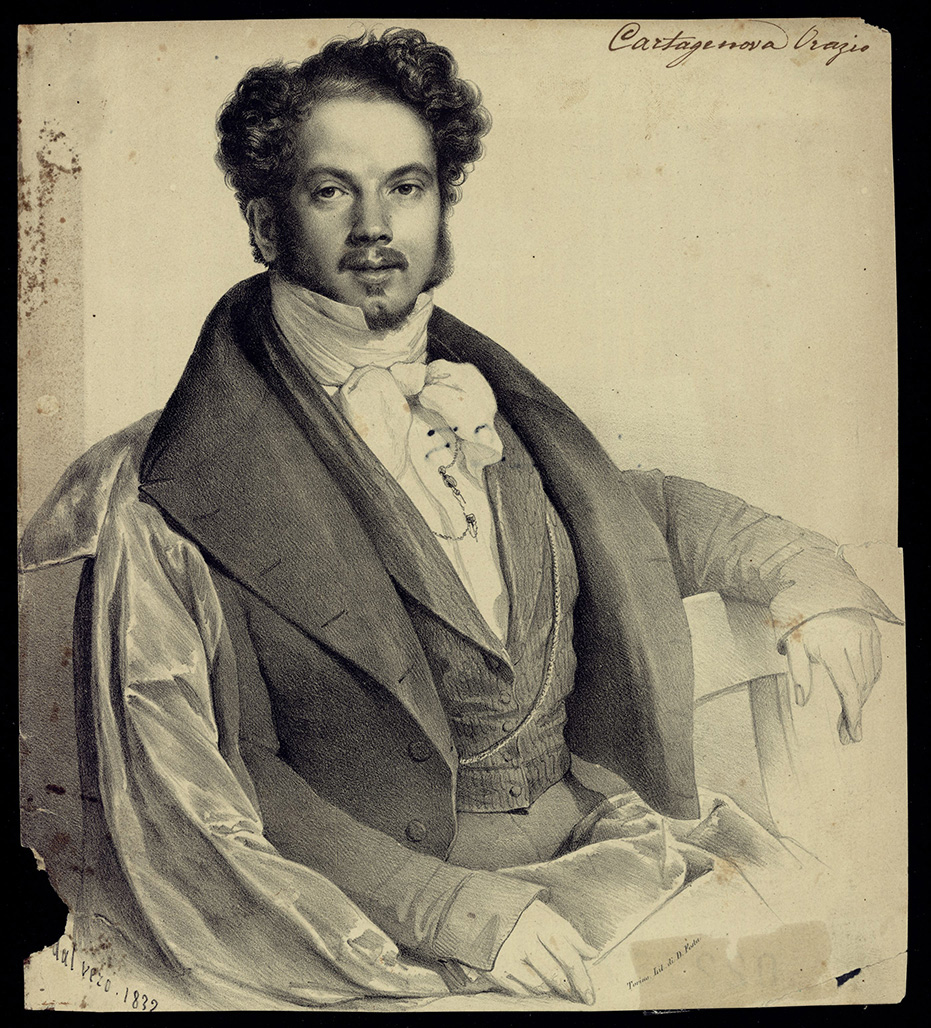
Giovanni Orazio Cartagenova (1832), der erste Filippo

Das alles, insbesondere die doppelte Verspätung, kam auch beim venezianischen Publikum nicht gut an, das sich zuvor bereits über die hohe Gage der Pasta mokiert hatte. So gab es schon vor der Premiere in einer Zeitung Angriffe auf die neue Oper und die Beteiligten.
In der Uraufführung im venezianischen Teatro La Fenice sangen neben Giuditta Pasta in der Titelrolle: der Bariton Giovanni Orazio Cartagenova (Filippo), Anna del Serre (Agnese) – die vor allem als erste Elisabetta in Donizettis Maria Stuarda (1834) bekannt ist –, Alberico Curioni (Orombello) und Alessandro Giacchini (Anichino). Der Abend wurde zu einem schrecklichen Reinfall, und das Theater glich von Anfang an einem Hexenkessel: Schon vor Beginn der Aufführung wurde von einem Teil des aufgebrachten Publikums gepfiffen. Der Oper wurde (zu Unrecht) zu viel Ähnlichkeit mit Norma vorgeworfen, die in derselben Saison zum ersten Mal in Venedig mit Pasta und unter Leitung von Bellini aufgeführt worden war. Obwohl die nächsten fünf Aufführungen bis zum Ende der Spielzeit besser liefen, galt Beatrice di Tenda als durchgefallen.
Bellini ließ sich davon nicht verunsichern, er war überzeugt, dass Beatrice „nicht weniger wert“ sei „wie ihre Schwestern“ (Brief vom 25. März 1833), und hoffte auf eine nächste Produktion, für die er die Oper etwas überarbeiten wollte; dazu kam es allerdings nicht.

### Weitere Aufführungsgeschichte
Obwohl die Uraufführung ein Fiasko war, wurde Beatrice di Tenda längerfristig doch ein beachtlich großer Erfolg, nicht nur auf den italienischen Bühnen, sondern auch in anderen Teilen Europas und auf dem amerikanischen Kontinent, mit Aufführungen in Mexiko-Stadt, Havanna, New Orleans, New York, Buenos Aires. Dabei lag der Höhepunkt der Beliebtheit etwa zwischen 1837 und 1843.
Bereits im Sommer 1833 war die Oper im Teatro Carcano in Mailand zu sehen, mit Fanny Tacchinardi-Persiani, für die die Beatrice eine der Glanzrollen ihrer Karriere blieb. In der Mailänder Scala wurde das Werk zuerst 1835 mit Giuseppina Ronzi de Begnis und wiederum mit Orazio Cartagenova gegeben. Zu den bedeutendsten Interpretinnen der Titelpartie gehörten auch Carolina Ungher, Giulia Grisi (in London und Paris), Giuseppina Strepponi, Sophie Löwe (u. a. Venedig 1843), und Erminia Frezzolini, die als Beatrice ihr Operndebüt feierte (Florenz 1837) und sie unter anderem auch 1840 am Kärntnertortheater in Wien sang.

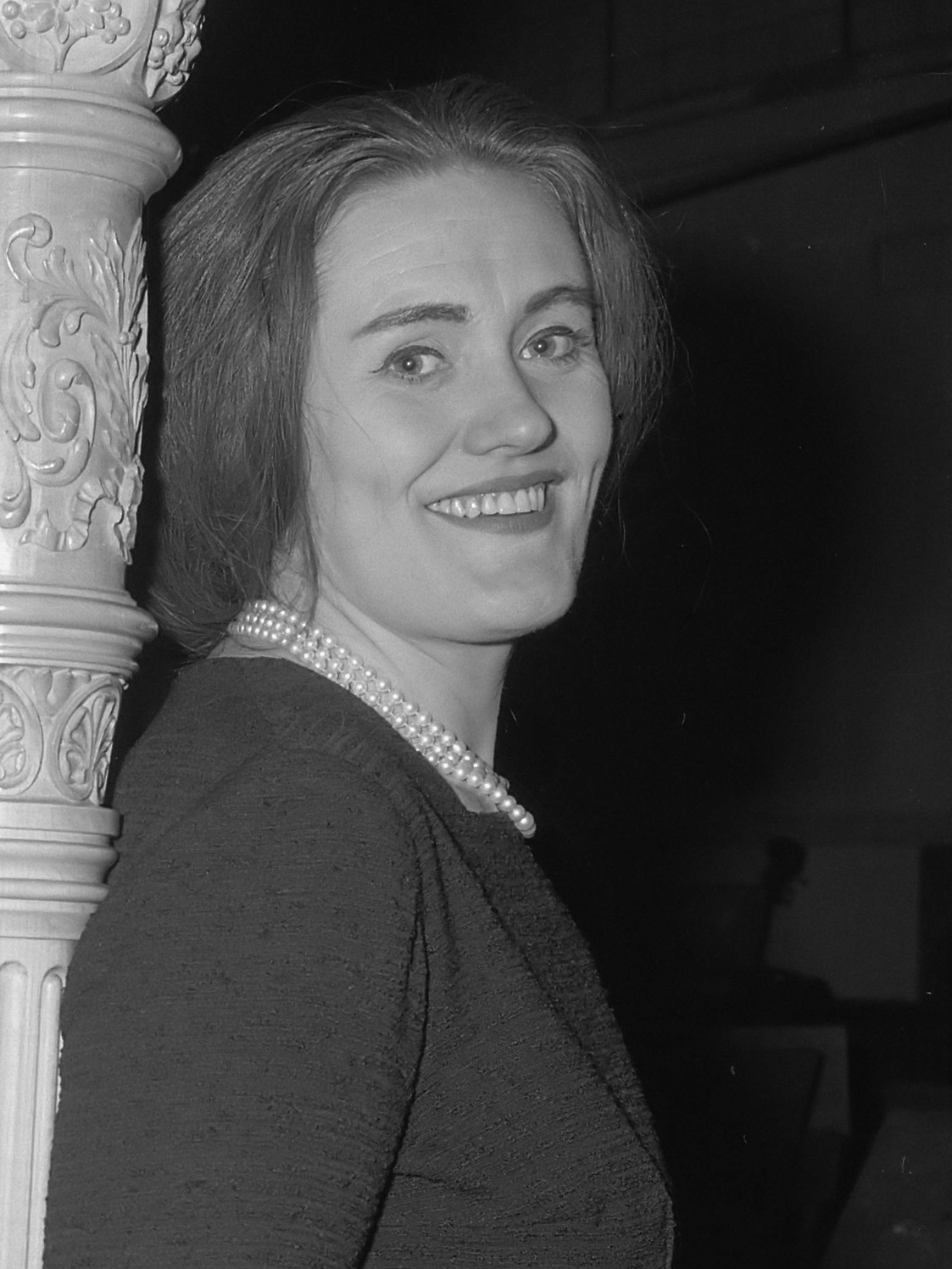
Joan Sutherland (1962), die bedeutendste Interpretin der Beatrice im 20. Jahrhundert

Die Londoner Erstaufführung fand am 22. März 1836 statt, während die Oper am Théâtre-Italien in Paris zuerst am 8. Februar 1841 zu hören war.
In deutscher Sprache kam Beatrice di Tenda zum ersten Mal 1836 im Josephstädter Theater in Wien auf die Bühne, unter dem Titel Das Kastell von Ursino. In dieser Form wurde die Oper im deutschsprachigen Raum bis um 1855 aufgeführt, während sie in ihrer italienischen Originalform laut Rosselli noch bis in die 1870er Jahre gespielt wurde, bevor sie in Vergessenheit geriet.
1935, im hundertsten Jahr nach Bellinis Tod, wurde die Oper in seiner Geburtsstadt Catania wieder inszeniert. Wirklich wiederentdeckt wurde Beatrice di Tenda jedoch erst durch Aufführungen mit Joan Sutherland im Jahr 1961, wobei mit Sutherland und Pavarotti 1967 auch die erste Studioaufnahme auf Schallplatte erschien. Von da an wurde das Werk wieder gelegentlich gespielt. Weitere bekannte Interpretinnen des 20. und frühen 21. Jahrhunderts waren June Anderson, Lucia Aliberti, Cecilia Gasdia und Edita Gruberova.

## Aufnahmen
| Jahr | Besetzung (Beatrice, Orombello, Agnese, Filippo)                           | Dirigent, Opernhaus und Orchester                                                               | Label                                           |
| ---- | -------------------------------------------------------------------------- | ----------------------------------------------------------------------------------------------- | ----------------------------------------------- |
| 1966 | Joan Sutherland, Luciano Pavarotti, Josephine Veasey, Cornelius Opthof     | Richard Bonynge, London Symphony Orchestra, Ambrosian Opera Chorus                              | Audio CD: Decca Cat: 433 706-2                  |
| 1986 | Mariana Nicolesco, Vincenzo La Scola, Stefania Toczyska, Piero Cappuccilli | Alberto Zedda, Monte Carlo Orchester und Prague Philharmonie Chor                               | Audio CD: Sony Cat: SM3K 64539                  |
| 1987 | June Anderson, Don Bernardini, Elena Zilio, Armando Ariostini              | Gianfranco Masini, La Fenice Orchester und Chor (Liveaufnahme; Quelle und Dirigent zweifelhaft) | Audio CD: Opera d’Oro Cat: OPD-1174             |
| 1992 | Lucia Aliberti, Martin Thompson, Camille Capasso, Paolo Gavenelli          | Fabio Luisi, Deutsche Oper Berlin Chor und Orchester                                            | Audio CD: Berlin Classics Cat: 0010422BC        |
| 1992 | Edita Gruberová, Don Bernardini, Vesselina Kasarova, Igor Mozorov          | Pinchas Steinberg ORF Symphony Orchestra, Wiener Kinderchor                                     | Audio CD: Nightingale Classics Cat: NC 070560-2 |
| 2002 | Edita Gruberová, Raúl Hernández, Stefania Kaluza, Michael Volle            | Marcello Viotti Opernhaus Zürich Orchester und Chor                                             | DVD: TDK Cat: DVOPBDT                           |